# Julien Bahain
Julien Bahain, né le 20 avril 1986 à Angers, est un rameur français affilié au club de l’Aviron Toulousain et étudiant en génie des systèmes mécaniques à l'université de technologie de Compiègne (UTC).

## Carrière
Il commence l’aviron en 1999 après avoir pratiqué l’équitation pendant quelques années. Pas très à l’aise dans le milieu aquatique, Julien Bahain comprend malgré cela qu’il a des capacités pour ramer. Rapidement, son envie pour la compétition se fait ressentir et il intègre l’équipe de France en 2003. Très vite les records s’enchainent : Le 2 septembre 2007, il devient vice-champion du monde d'aviron en quatre de couple lors des championnats du monde de Munich (derrière la Pologne et devant l'Allemagne).  
Le 13 avril 2008, il devient champion de France en skiff.  L’année suivante, il participe aux Jeux olympiques de Pékin en 2008 et remporte, avec ses trois coéquipiers, la médaille de bronze, derrière la Pologne et l'Italie. Peu de temps après, le 20 septembre 2008, il obtient une médaille d'or aux championnats d'Europe en deux de couple, associé à Julien Desprès.
En 2011, afin de se préparer au mieux au prochain Jeux olympiques de Londres et son diplôme d’ingénieur UTC en mécanique en poche,  Julien Bahain rejoint le dispositif Athlètes SNCF en tant que cadre commercial chez TGV-intercités à Toulouse.
En 2013, Julien Bahain se lance un autre défi. En duo avec Patrick Favre, ils entreprennent la traversée de l’Atlantique à la rame, de Tarfaya au Maroc jusqu’au Antilles à bord de leur embarcation, le Solvéo Energie.  Un des défis principal pour lui n’aura pas été le défi physique mais psychologique, celui de composer avec l’élément qu’il aime toujours aussi peu mais avec lequel il a appris à vivre. 
En 2014, Julien Bahain annonce son départ de l'équipe de France, détenteur de la nationalité franco-canadienne, il a la possibilité de rejoindre une autre équipe nationale s'il en possède la nationalité. En effet cela fait plus d'un an qu'il na pas concouru sous les couleurs françaises en compétition officielle FISA. Il a choisi désormais de concourir pour le Canada ! Une aventure qui aurait pu tourner court, puisqu'une hernie discale aurait pu le paralyser.

## Palmarès

### Jeux olympiques
- 2008 à Pékin,  Chine
  -  Médaille de bronze en quatre de couple
- 2012 à Londres,  Royaume-Uni
  - 10e en deux de couple

### Championnats du monde
- 2005 à Gifu,  Japon
  - 5e en quatre de couple
- 2006 à Eton,  Royaume-Uni
  - 10e en quatre de couple
- 2007 à Munich,  Allemagne
  -  Médaille d'argent en quatre de couple
- 2009 à Poznań,  Pologne
  -  Médaille d'argent en deux de couple
- 2010 à Karapiro,  Nouvelle-Zélande
  -  Médaille de bronze en deux de couple
- 2011 à Bled,  Slovénie
  -  Médaille de bronze en deux de couple

### Championnats d'Europe
- 2008 à Marathon,  Grèce
  -  Médaille d'or en deux de couple
- 2010 à Montemor-o-Velho,  Portugal
  -  Médaille d'or en deux de couple

### Jeux méditerranéens
- 2009 à Pescara,  Italie
  -  Médaille d'or en deux de couple

### Championnats de France
- 2005
  -  Médaille d'argent en deux de couple
- 2006
  -  Médaille de bronze en skiff Senior et en deux de couple
- 2007
  -  Médaille d'argent en skiff Senior
  -  Médaille de bronze en deux de couple
- 2008
  -  Champion de France en skiff Senior
- 2009
  -  Champion de France en skiff Senior
  -  Médaille de bronze en quatre de couple
- 2010
  -  Champion de France en skiff Senior et en quatre de couple
- 2011
  -  Champion de France en skiff Senior
- 2012
  -  Champion de France en skiff Senior et en quatre de couple
- 2013
  -  Champion de France en quatre de couple
- 2014
  -  Champion de France en quatre de couple